# FB P-64

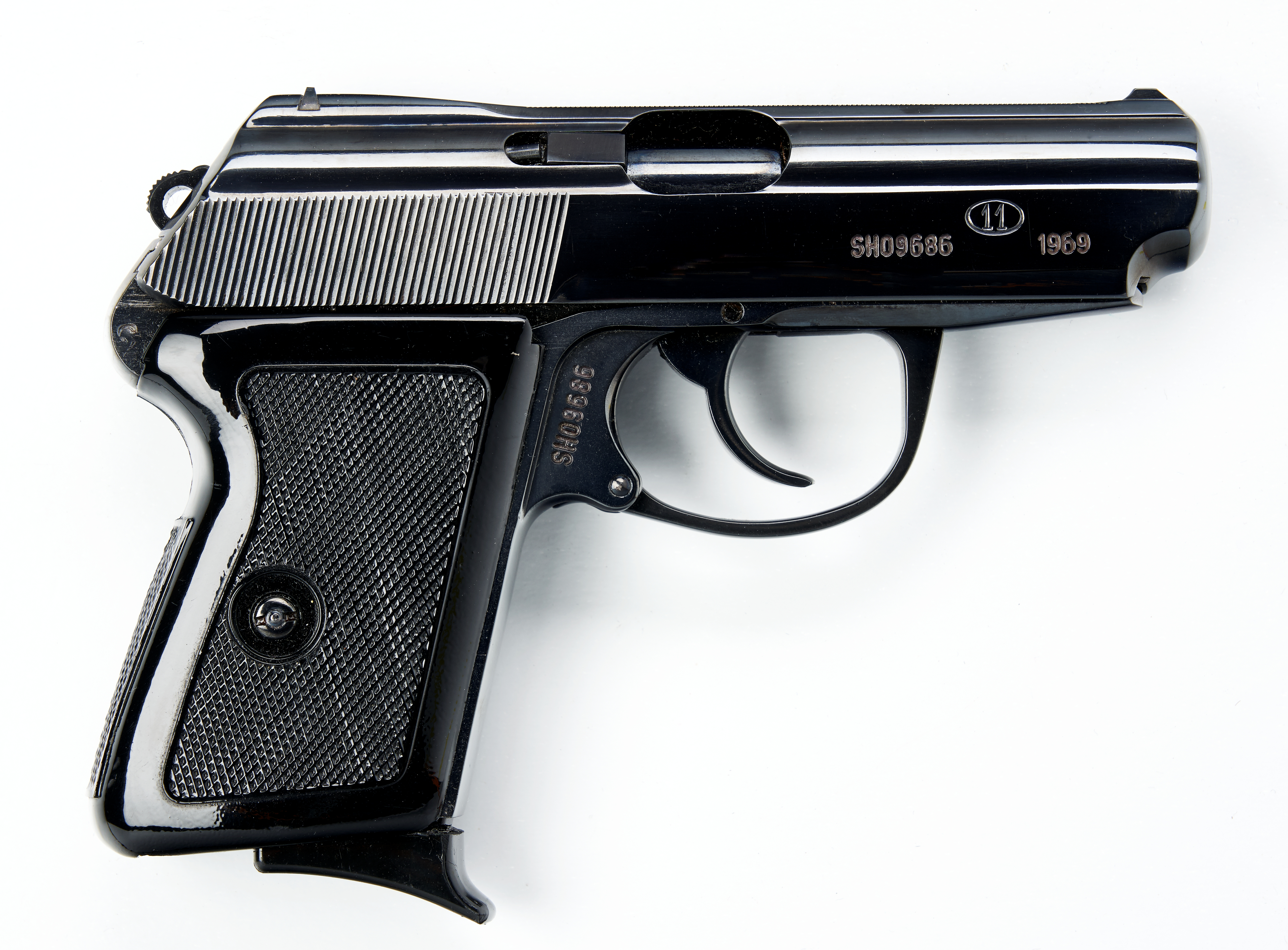
P-64

Le ZM Łucznik P-64 "CZAK" (acronyme des noms de ses concepteurs) était une arme de poing remplaçant le FB TT dans les forces armées et la police de la Pologne. Il  s'inspirait du Walther PP, à l'exception notable de  sa munition : le 9mm Makarov, alors imposé dans les pays du Pacte de Varsovie. Il est remplacé lui-même au début des années 1980 par le ZM Łucznik P-83.

## Histoire
Le P-64 "CZAK" a été conçu à la fin des années 1950 par une équipe d'officiers de l'armée polonaise.  Deux prototypes furent proposés : le modèles  M (milicyjny = milice) et W (wojskowy = Armée). Les deux modèles différaient dans leurs dimensions et leur capacité (le modèle militaire avait un canon  plus long et un chargeur 7 coups). En 1961, le CZAK  M était choisi et sa production débuta au milieu des années 1960 sous la  désignation officielle de "9 mm pistolet wz. 1964" (Pistolet 9mm  modèle 1964).

## Fonctionnement
Ce pistolet polonais fonctionne comme son modèle allemand. Il  tire donc en Double action et est muni  d'un indicateur de chargement et d'un levier de désarmement. Il possède néanmoins un verrou de chargeur placé sous la crosse.  1972 voit l'introduction de changements mineurs  dans le mécanisme de détente et la forme du chien (anneau plus large). Sa construction est tout acier grévant  d'autant ses coûts de production.

## Etuis réglementaires
Les militaires et miliciens polonais en tenue portaient leur P-64 à la ceinture dans un étui de cuir souple à rabat. Les fonctionnaires agissant en civil bénéficièrent d'un étui d'épaule.

## Le ZM Łucznik P-64 à l'usage
Ses utilisateurs avaient pointé des défauts majeurs : recul déplaisant dû à une poignée petite et inconfortable, capacité réduite du chargeur, hausse et guidons de piètre qualités, ligne de visée très courte et détente très lourde en double action (110-120 N).

## Fiche technique
- Munition : 9mm Makarov
- Longueur totale : 16,0 cm
- Longueur canon : 8,46 cm
- Capacité du chargeur : 6 cartouches
- Masse à vide : 680 g

## Sources
Cet article s'appuie sur le site anglophone Polish Firearms Page consacré aux armes à feu polonaises. 